# Cantù

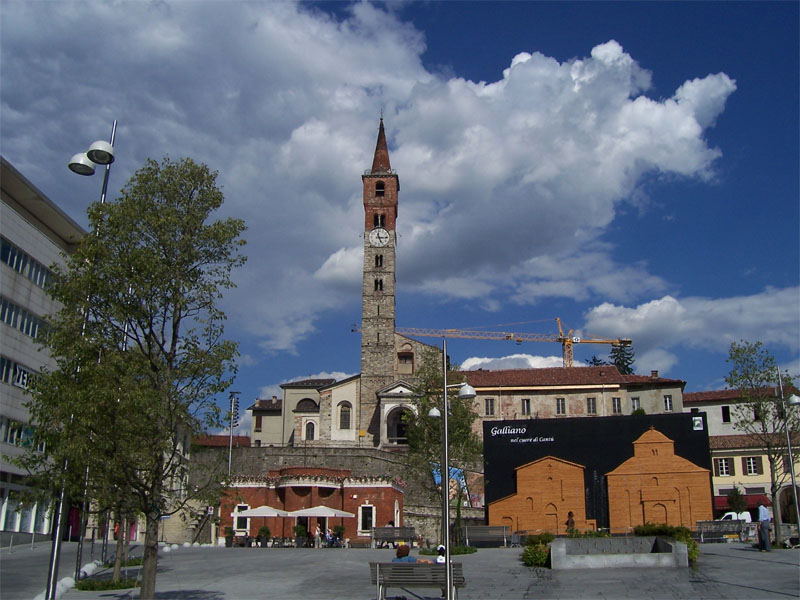
Piazza Garibaldi, en Cantù.

Cantú, o en italiano: Cantù [kanˈtu] (Cantü en dialecto canturino) es una ciudad de 37.431 habitantes situada en la provincia de Como, en la región de Lombardía.

## Historia

### Orígenes
El origen del nombre de Cantù se remonta a Canturium, que pudo derivar de la población insúbrica Canturigi o Cantores, lo que puede indicar la existencia de un coro en algún edificio religioso. Su historia comienza en el siglo V a. C. , con la fundación de Galliano, en primer lugar habitado por los galos Insubres. En el siglo I a. C. el pueblo galo es conquistado por las legiones romanas.

### Cantú en el Alto Medievo
En el Siglo V, a raíz de un desarrollo cultural y religioso se convierte en parroquia, y en el año 463, por medio de un decreto del Papa Gelasio I al Arzobispo de Milán, Teodoro de Medici, es declarada Corte Real junto con otras tierras. Alrededor del año 605 el territorio canturino se separa de la región de Como, que pasa a pertenecer a la diócesis del Patriarcado de Aquilea.

## Demografía
| Gráfica de evolución demográfica de Cantù entre 1861 y 2011 |
|                                                             |
| Fuente ISTAT - elaboración gráfica de Wikipedia             |

## Deportes
El Pallacanestro Cantù es el club deportivo que ha hecho famosa a Cantù en el mundo. Fundado en 1936, gracias al talento de jugadores como Pierluigi Marzorati o Antonello Riva, fue uno de los referentes del baloncesto europeo en los años setenta y ochenta, ganando 3 títulos de Liga, 1 Supercopa de Italia de Baloncesto, 2 Copas de Campeones, 4 Recopas, 4 Copas Korac y 2 Copas Intercontinentales. Es actualmente el segundo equipo más laureado de Europa, por detrás del  Real Madrid.

## Ciudades hermanadas
- Villefranche-sur-Saône
- Dumfries